# Камениця (Вонґровецький повіт)
Камениця (пол. Kamienica, нім. Kamnitz) — село в Польщі, у гміні Вонґровець Вонґровецького повіту Великопольського воєводства.
Населення — 225 осіб (2011).
У 1975-1998 роках село належало до Пільського воєводства.

## Демографія
Демографічна структура станом на 31 березня 2011 року:
|          | Загалом | Допрацездатний вік | Працездатний вік | Постпрацездатний вік |
| -------- | ------- | ------------------ | ---------------- | -------------------- |
| Чоловіки | 122     | 23                 | 90               | 9                    |
| Жінки    | 103     | 20                 | 57               | 26                   |
| Разом    | 225     | 43                 | 147              | 35                   |